# Pologne aux Jeux olympiques d'été de 1976
L'équipe de Pologne olympique a remporté 26 médailles (7 en or, 6 en argent, 13 en bronze) lors de ces Jeux olympiques d'été de 1976 à Montréal, se situant à la 6e place des nations au tableau des médailles.
L'athlète  Grzegorz Śledziewski est le porte-drapeau d'une délégation polonaise comptant 207 sportifs (180 hommes et 27 femmes).

## Liste des médaillés polonais

### Médailles d'Or
| Sport              | Discipline              | Sportifs | Performance  |
| Médailles d'or : 7 |                         | |              |
| Athlétisme         | Saut en Hauteur (H)     | Jacek Wszoła | 2,25 m       |
| Athlétisme         | Saut à la perche (H)    | Tadeusz Ślusarski | 5,50 m       |
| Athlétisme         | 400 mètres (F)          | Irena Szewińska | 49 s 29 (RM) |
| Boxe               | Super mi-moyens - 71 kg | Jerzy Rybicki |              |
| Lutte              | Gréco-romaine plume     | Kazimierz Lipień |              |
| Pentathlon         | Individuel              | Janusz Pyciak-Peciak |              |
| Volleyball         | Hommes                  | Włodzimierz Stefański Bronisław Bebel Lech Łasko Edward Skorek Tomasz Wójtowicz Wiesław Gawłowski Mirosław Rybaczewski Zbigniew Lubiejewski Ryszard Bosek Włodzimierz Sadalski Zbigniew Zarzycki Marek Karbarz |              |

### Médailles d'Argent
| Sport                  | Discipline               | Sportifs | Performance   |
| Médailles d'argent : 6 |                          | |               |
| Athlétisme             | 3 000 mètres steeple (H) | Bronisław Malinowski | 8 min 09 s 11 |
| Athlétisme             | 4 x 400 mètres (H)       | Ryszard Podlas Jan Werner Zbigniew Jaremski Jerzy Pietrzyk | 3 min 01 s 43 |
| Canoë-Kayak            | C2 500m (H)              | Jerzy Opara Andrzej Gronowicz |               |
| Cyclisme               | Route par équipe (H)     | Tadeusz Mytnik Mieczysław Nowicki Stanisław Szozda Ryszard Szurkowski |               |
| Football               | équipe (H)               | Hubert Kostka Jan Tomaszewski Antoni Szymanowski Władysław Żmuda Zygmunt Maszczyk Grzegorz Lato Henryk Kasperczak Kazimierz Deyna Andrzej Szarmach Kazimierz Kmiecik Piotr Mowlik Henryk Wawrowski Henryk Wieczorek Jerzy Gorgoń Lesław Ćmikiewicz Wojciech Rudy Roman Ogaza Jan Benigier |               |
| Haltérophilie          | Coq                      | Grzegorz Cziura |               |

### Médailles de Bronze
| Sport                    | Discipline             | Sportifs | Performance |
| Médailles de bronze : 13 |                        | |             |
| Boxe                     | Mouches - 51 kg        | Leszek Błażyński |             |
| Boxe                     | Plumes - 57 kg         | Leszek Kosedowski |             |
| Boxe                     | Super-légers - 63,5 kg | Kazimierz Szczerba |             |
| Boxe                     | Mi-lourds - 81 kg      | Janusz Gortat |             |
| Cyclisme                 | Route (H)              | Mieczysław Nowicki |             |
| Haltérophilie            | Mi-lourd               | Kazimierz Czarnecki |             |
| Haltérophilie            | Lourd                  | Tadeusz Rutkowski |             |
| Handball                 | équipe (H)             | Andrzej Szymczak Piotr Cieśla Zdzisław Antczak Zygfryd Kuchta Jerzy Klempel Janusz Brzozowski Ryszard Przybysz Jerzy Melcer Andrzej Sokołowski Jan Gmyrek Henryk Rozmiarek Alfred Kałuziński Włodzimierz Zieliński Mieczysław Wojczak |             |
| Judo                     | Mi-moyen (H)           | Marian Tałaj |             |
| Lutte                    | Gréco-romaine mi-lourd | Czesław Kwieciński |             |
| Lutte                    | Gréco-romaine lourd    | Andrzej Skrzydlewski |             |
| Tir                      | Cible mouvante 50m     | Jerzy Greszkiewicz |             |
| Tir                      | Skeet                  | Wiesław Gawlikowski |             |

## Engagés polonais par sport

### Athlétisme
| Hommes | Femmes |
| --- | --- |
| 100 mètres - Marian Woronin - Andrzej Świerczyński - Zenon Licznerski 200 mètres - Bogdan Grzejszczak, 6e - Zenon Nowosz - Marian Woronin 400 mètres - Jan Werner, 8e - Jerzy Pietrzyk - Zbigniew Jaremski 1 500 mètres - Bronisław Malinowski 800 mètres - Marian Gęsicki 1 500 mètres - Henryk Szordykowski 5 000 mètres - Bronisław Malinowski (athlétisme) 110 mètres haies - Leszek Wodzyński, 6e - Marek Jóźwik - Mirosław Wodzyński 400 mètres haies - Jerzy Hewelt 3 000 mètres steeple - Bronisław Malinowski (athlétisme), Médaille d'argent 4 x 100 mètres - Andrzej Świerczyński, Marian Woronin, Bogdan Grzejszczak et Zenon Licznerski, 4e 4 x 400 mètres - Ryszard Podlas, Jan Werner, Zbigniew Jaremski et Jerzy Pietrzyk, Médaille d'argent 20 km Marche - Jan Ornoch, 17e - Bogusław Duda, 21e Saut en Longueur - Grzegorz Cybulski, 13e Saut en Hauteur - Jacek Wszoła, Médaille d'or Saut à la perche - Tadeusz Ślusarski, Médaille d'or - Wojciech Buciarski, 5e - Władysław Kozakiewicz, 11e Triple Saut - Eugeniusz Biskupski, 7e - Michał Joachimowski, 13e - Andrzej Sontag, 20e Disque - Stanisław Wołodko, 18e Javelot - Piotr Bielczyk, 4e Décathlon - Ryszard Skowronek, 5e - Ryszard Katus, 12e Marathon : - Kazimierz Orzeł, 15e - Jerzy Gros, 47e | 100 mètres - Irena Szewińska, Médaille d'or 400 mètres - Danuta Piecyk 100 mètres Haies - Grażyna Rabsztyn, 5e - Bożena Nowakowska Disque - Danuta Rosani |

### Aviron
| Hommes | Femmes |
| --- | --- |
| Deux sans barreur - Alfons Ślusarski et Zbigniew Ślusarski, 11e Deux barré - Ryszard Stadniuk, Grzegorz Stellak et Ryszard Kubiak, 6e Quatre barré - Jerzy Broniec, Adam Tomasiak, Jerzy Ulczyński, Ryszard Burak et Włodzimierz Chmielewski, 8e | Simple - Ewa Ambroziak, 9e Deux sans barreur - Anna Krzemińska-Karbowiak et Małgorzata Kawalska, 8e Huit barré - Anna Brandysiewicz, Bogusława Kozłowska-Tomasiak, Barbara Wenta-Wojciechowska, Danuta Konkalec, Róża Data, Mieczysława Franczyk, Maria Stadnicka, Aleksandra Kaczyńska et Dorota Zdanowska, 7e |

### Boxe
| Hommes |
| --- |
| Mi-mouches - 48 kg - Henryk Średnicki, 9e Mouches - 51 kg - Leszek Błażyński, Médaille de bronze Coqs - 54 kg - Leszek Borkowski 24 Men's Bantamweight 15T Plumes - 57 kg - Leszek Kosedowski, Médaille de bronze Légers - 60 kg - Bogdan Gajda, 9e Super-légers - 63,5 kg - Kazimierz Szczerba, Médaille de bronze Mi-moyens - 67 kg - Zbigniew Kicka, 17e Super mi-moyens - 71 kg - Jerzy Rybicki, Médaille d'or Moyens - 75 kg - Ryszard Pasiewicz, 5e Mi-lourds - 81 kg - Janusz Gortat, Médaille de bronze Lourds + 81 kg - Andrzej Biegalski, 9e |

### Canoë-Kayak
| Hommes | Femmes                                                                                        |
| --- | --------------------------------------------------------------------------------------------- |
| K1 500m - Grzegorz Śledziewski, 5e K1 1 000m - Grzegorz Śledziewski, 8e K2 500m - Ryszard Oborski et Grzegorz Śledziewski K2 1 000m - Ryszard Tylewski et Daniel Wełna K4 1 000m - Henryk Budzicz, Kazimierz Górecki, Grzegorz Kołtan et Ryszard Oborski, 5e C1 500m - Ryszard Kosiński C2 500m - Jerzy Opara et Andrzej Gronowicz, Médaille d'argent C2 1 000m - Jerzy Opara et Andrzej Gronowicz, 4e | K1 500m - Ewa Kamińska-Eichler, 4e K2 500m - Maria Kazanecka-Górecka et Katarzyna Kulczak, 6e |

### Cyclisme
| Hommes |
| --- |
| Route individuel - Mieczysław Nowicki, Médaille de bronze - Stanisław Szozda, 11e - Ryszard Szurkowski, 12e - Jan Brzeźny, 30e Route par équipe - Tadeusz Mytnik, Mieczysław Nowicki, Stanisław Szozda et Ryszard Szurkowski, Médaille d'argent Sprint, 1,000 metres - Benedykt Kocot 1,000 metres Time Trial - Janusz Kierzkowski, 4e Poursuite individuel - Jan Jankiewicz, 10e Poursuite par équipe - Jan Jankiewicz, Czesław Lang, Krzysztof Sujka et Zbigniew Szczepkowski, 5e |

### Escrime
| Hommes | Femmes |
| --- | --- |
| Fleuret individuel - Marek Dąbrowski, 9e - Lech Koziejowski, 21e - Ziemowit Wojciechowski, 24e Fleuret par équipe - Leszek Martewicz, Lech Koziejowski, Ziemowit Wojciechowski, Arkadiusz Godel, Marek Dąbrowski, 5e Epée individuel - Jerzy Janikowski, 5e - Zbigniew Matwiejew, 30e - Marceli Wiech, 40e Epée par équipe - Jerzy Janikowski, Zbigniew Matwiejew, Leszek Swornowski et Marceli Wiech, 11e Sabre individuel - Jacek Bierkowski, 9e - Józef Nowara, 13e - Leszek Jabłonowski, 23e Sabre par équipe - Leszek Jabłonowski, Sylwester Królikowski, Zygmunt Kawecki, Jacek Bierkowski et Józef Nowara, 6e | Fleuret individuel - Grażyna Staszak-Makowska, 13e - Barbara Wysoczańska, 20e - Krystyna Machnicka-Urbánska, 35e Fleuret par équipe - Jolanta Bebel-Rzymowska, Barbara Wysoczańska, Kamilla Składanowska-Mazurowska, Krystyna Machnicka-Urbánska, Grażyna Staszak-Makowska, 6e |

### Football
| Hommes |
| --- |
| L'équipe polonaise est vice-championne olympique Médaille d'argent - Jan Tomaszewski - Antoni Szymanowski - Władysław Żmuda - Zygmunt Maszczyk - Grzegorz Lato - Henryk Kasperczak - Kazimierz Deyna - Andrzej Szarmach - Kazimierz Kmiecik - Piotr Mowlik - Henryk Wawrowski - Henryk Wieczorek - Jerzy Gorgoń - Lesław Ćmikiewicz - Wojciech Rudy - Roman Ogaza - Jan Benigier |

### Gymnastique
| Hommes | Femmes |
| ------ | ------ |
|        |        |

### Haltérophilie
| Hommes |
| --- |
| Mouche - Stefan Leletko, 6e - Zygmunt Smalcerz Coq - Grzegorz Cziura, Médaille d'argent - Leszek Skorupa, 4e Plume - Antoni Pawlak - Jan Łostowski Mi-lourd - Kazimierz Czarnecki, Médaille de bronze - Zbigniew Kaczmarek Lourd - Tadeusz Rutkowski, Médaille de bronze |

### Handball
| Hommes |
| --- |
| L'équipe polonaise olympique termine 3e Médaille de bronze - Andrzej Szymczak - Piotr Cieśla - Zdzisław Antczak - Zygfryd Kuchta - Jerzy Klempel - Janusz Brzozowski - Ryszard Przybysz - Jerzy Melcer - Andrzej Sokołowski - Jan Gmyrek - Henryk Rozmiarek - Alfred Kałuziński - Włodzimierz Zieliński - Mieczysław Wojczak |

### Judo
| Hommes |
| --- |
| Léger - Marian Standowicz, 5e Mi-moyen - Marian Tałaj, Médaille de bronze Moyen - Adam Adamczyk, 13e Mi-lourd - Antoni Reiter, 12e Lourd - Waldemar Zausz, 17e Open - Waldemar Zausz, 16e |

### Lutte
| Hommes |
| --- |
| Gréco-romaine mi-mouche - Aleksander Zajączkowski Gréco-romaine mouche - Czesław Stanjek 'Gréco-romaine coq - Józef Lipień Gréco-romaine plume - Kazimierz Lipień, Médaille d'or Gréco-romaine Léger - Andrzej Supron, 5e Gréco-romaine Welterweight - Stanisław Krzesiński Gréco-romaine moyen - Adam Ostrowski, 8e Gréco-romaine mi-lourd - Czesław Kwieciński, Médaille de bronze Gréco-romaine lourd - Andrzej Skrzydlewski, Médaille de bronze Gréco-romaine super-lourd - Henryk Tomanek, 4e Libre mouche - Władysław Stecyk, 6e Libre coq - Zbigniew Żedzicki, 8e Libre moyen - Henryk Mazur, 6e Libre mi-lourd - Paweł Kurczewski, 6e |

### Natation
| Hommes | Femmes                                                                  |
| --- | ----------------------------------------------------------------------- |
| 100 metres dos - Ryszard Żugaj 200 metres dos - Ryszard Żugaj 100 metres brasse - Cezary Śmiglak 200 metres brasse - Cezary Śmiglak | 100 metres brasse - Anna Skolarczyk 200 metres brasse - Anna Skolarczyk |

### Pentathlon moderne
| Hommes |
| --- |
| Individuel - Janusz Pyciak-Peciak, Médaille d'or - Zbigniew Pacelt, 19e - Krzysztof Trybusiewicz, 34e par équipe - Janusz Pyciak-Peciak, Zbigniew Pacelt et Krzysztof Trybusiewicz, 4e |

### Tir
| Hommes |
| --- |
| Pistolet rapide 25m - Maciej Orlik, 27e - Józef Zapędzki, 45e Pistolet libre 50m - Sławomir Romanowski, 12e Carabine 3 positions 50m - Eugeniusz Pędzisz, 14e - Romuald Siemionow, 24e Carabine couché 50m - Andrzej Trajda, 28e - Stanisław Marucha, 37e Cible mouvante 50m - Jerzy Greszkiewicz, Médaille de bronze - Zygmunt Bogdziewicz, 15e Fosse olympique - Adam Smelczyński, 6e Skeet - Wiesław Gawlikowski, Médaille de bronze - Andrzej Socharski, 14e |

### Tir à l'arc
| Hommes                                                    | Femmes                                                           |
| --------------------------------------------------------- | ---------------------------------------------------------------- |
| individuel - Jan Popowicz, 17e - Wojciech Szymańczyk, 22e | individuel - Jadwiga Szosler-Wilejto, 6e - Irena Szydłowska, 20e |

### Volleyball
| Hommes |
| --- |
| L'équipe polonaise termine championne olympique Médaille d'or - Włodzimierz Stefański - Bronisław Bebel - Lech Łasko - Edward Skorek - Tomasz Wójtowicz - Wiesław Gawłowski - Mirosław Rybaczewski - Zbigniew Lubiejewski - Ryszard Bosek - Włodzimierz Sadalski - Zbigniew Zarzycki - Marek Karbarz |

### Voile
| Hommes                       |
| ---------------------------- |
| Voile - Ryszard Blaszka, 16e |